# Oscar Lawner
Oscar Billy Lawner, född 13 februari 2001 i Karlstad, är en svensk professionell ishockeyspelare som spelar för Linköping HC i SHL. Efter att ha gjort seniordebut för moderklubben Kils AIK i Hockeytvåan säsongen 2015/16, anslöt Lawner till Färjestad BK:s ungdomsverksamhet. 2019 tog han SM-silver med klubbens U18-lag. Han spelade SHL-ishockey för klubben mellan 2018 och 2024; säsongen 2021/22 vann han SM-guld. Under tiden i Färjestad spelade han också under en period som utlånad till BIK Karlskoga i Hockeyallsvenskan. Sedan april 2024 tillhör han Linköping HC.
Lawner har representerat Sverige vid U18-VM 2019 i Östersund där man vann guld.

## Karriär

### Klubblag
Lawner påbörjade sin ishockeykarriär med moderklubben Kils AIK, där han vid 15 års ålder gjorde seniordebut med klubbens A-lag i Hockeytvåan säsongen 2015/16. Den följande säsongen anslöt han till Färjestad BK:s ungdomsverksamhet. Säsongen 2018/19 gjorde Lawner debut i SHL. Han registrerades för sin första match den 1 november 2018, men gjorde sin första SHL-match med istid den 5 januari 2019, mot Skellefteå AIK. Totalt spelade han under denna säsong sju SHL-matcher. Denna säsong spelade han främst för klubbens J20-lag, men också för J18-laget som tog sig till SM-final. Färjestad föll i finalen mot Frölunda HC, där Lawner gjorde ett mål i spel 3 mot 5.
Säsongen 2019/20 kombinerade Lawner spel i Färjestad J20 och seniorlaget i SHL. Totalt spelade han 21 grundseriematcher och stod för en assistpoäng. I slutet av grundserien, den 2 mars 2020, bekräftades det att Lawner skrivit ett tvåårsavtal med Färjestad. Inför säsongen 2020/21 ådrog sig Lawner en axelskada vilken tvingade honom till operation och höll honom borta från spel större delen av säsongen. Han gjorde comeback den 16 februari 2021 och spelade totalt 13 grundseriematcher där han gick poänglös ur samtliga.
Lawner inledde säsongen 2021/22 med Färjestad innan det den 22 september 2021 bekräftades att han lånats ut till BIK Karlskoga i Hockeyallsvenskan. Den 1 oktober samma år gjorde han sitt första mål i Hockeyallsvenskan, i en 1–4-seger mot IF Troja-Ljungby. Kort därefter återvände han till Färjestad och gjorde också sitt första SHL-mål den 9 oktober, på Veini Vehviläinen, i en 2–5-seger mot Brynäs IF. Månaden därpå återvände Lawner till BIK Karlskoga och gjorde den 12 november ett hat trick då AIK besegrades med 6–3. Totalt spelade han sju matcher för Karlskoga och noterades för fyra mål. I SHL spelade han 45 grundseriematcher och noterades för fyra mål och tre assist. Laget slutade på sjätte plats i grundserien och tog sig sedan till SM-final sedan man slagit ut Skellefteå AIK och Rögle BK (båda med 4–2 i matcher). I finalserien mot Luleå HF fick Lawner begränsat med speltid, men laget vann till slut med 4–3 i matcher. Lawner gick poänglös ur de 17 slutspelsmatcherna han spelade.
Den 17 maj 2022 bekräftades det att Lawner förlängt sitt avtal med Färjestad med ytterligare två säsonger. Han gjorde därefter sin poängmässigt bästa säsong dittills i SHL med 14 poäng på 45 matcher, varav nio mål. Färjestad slutade på tredje plats i grundserien och slogs ut omgående i kvartsfinalserien mot Frölunda HC med 4–3 i matcher. Säsongen 2023/24 kom att bli Lawners sista med Färjestad. Han spelade samtliga 52 grundseriematcher och stod för tre mål och tio assistpoäng. I slutspelet slogs laget för andra säsongen i följd ut i kvartsfinal, denna gång av Rögle BK med 4–0.
Den 8 april 2024 meddelades det att Lawner skrivit ett tvåårsavtal med seriekonkurrenten Linköping HC. Den följande säsongen hade Lawner svårt att ta en plats i truppen och var stundom bänkad, periodvis fick han också väldigt sparsamt med istid. Lawner gick poänglös ur hela säsongen fram till dess att det återstod 88 sekunder av den. Han gjorde då sitt första mål, i tom kasse, och enda poäng för säsongen; totalt noterades han för 36 grundseriematcher.

### Landslag
2019 blev Lawner uttagen till Sveriges U18-landslag då U18-VM skulle avgöras i Örnsköldsvik. Sverige slutade på andra plats i grupp B och i slutspelet besegrade Sverige både Tjeckien och Kanada innan man också vann finalen mot Ryssland med 4–3 efter förlängningsspel. Detta var Sveriges första guld i U18-VM. På sju spelade matcher noterades Lawner för två mål.

## Statistik

### Klubblag
| 2015–16    | Kils AIK      | Div. 2     | 2   | 0  | 0  | 0  | 0  | —  | — | — | — | — |
| 2018–19    | Färjestad BK  | SHL        | 7   | 0  | 0  | 0  | 0  | —  | — | — | — | — |
| 2019–20    | Färjestad BK  | SHL        | 21  | 0  | 1  | 1  | 6  | —  | — | — | — | — |
| 2020–21    | Färjestad BK  | SHL        | 13  | 0  | 0  | 0  | 4  | —  | — | — | — | — |
| 2021–22    | Färjestad BK  | SHL        | 45  | 4  | 3  | 7  | 29 | 17 | 0 | 0 | 0 | 0 |
| 2021–22    | BIK Karlskoga | HA         | 7   | 4  | 0  | 4  | 2  | —  | — | — | — | — |
| 2022–23    | Färjestad BK  | SHL        | 45  | 9  | 5  | 14 | 12 | 6  | 0 | 0 | 0 | 0 |
| 2023–24    | Färjestad BK  | SHL        | 52  | 3  | 10 | 13 | 18 | 4  | 0 | 0 | 0 | 0 |
| 2024–25    | Linköping HC  | SHL        | 36  | 1  | 0  | 1  | 12 | —  | — | — | — | — |
| SHL totalt | SHL totalt    | SHL totalt | 219 | 17 | 19 | 36 | 81 | 27 | 0 | 0 | 0 | 0 |

### Internationellt
| År            | Lag           | Turnering     | Matcher | Mål | Assists | Poäng | Utv. |
| ------------- | ------------- | ------------- | ------- | --- | ------- | ----- | ---- |
| 2019          | Sverige       | U18-VM        | 7       | 2   | 0       | 2     | 0    |
| Junior totalt | Junior totalt | Junior totalt | 7       | 2   | 0       | 2     | 0    |